# Langemark
Langemark is een dorp in de Belgische provincie West-Vlaanderen en een deelgemeente van Langemark-Poelkapelle, het was een zelfstandige gemeente tot aan de gemeentelijke herindeling van 1977. Het is altijd een klein centrum in de Westhoek gebleven. In de dorpskern wonen ongeveer 5000 inwoners. Bij Langemark horen ook de twee gehuchten Madonna en Sint-Juliaan.

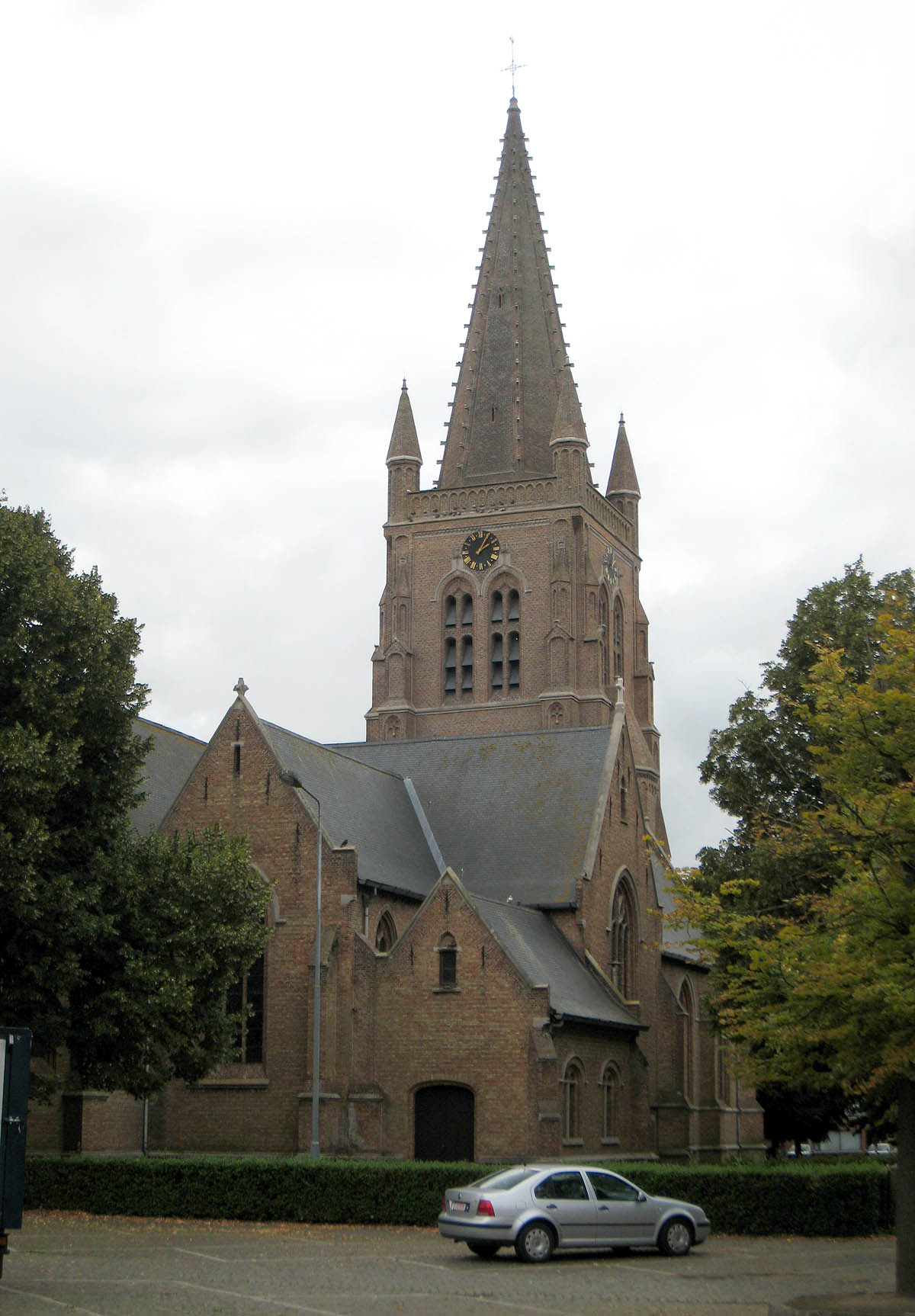
Sint-Pauluskerk

## Geschiedenis
Langemark werd voor het eerst vermeld in 879, als Langemarcq. In 1102 werd de kerk van Langemark voor het eerst als parochiekerk vermeld. Het patronaatsrecht was in het bezit van de Abdij van Voormezele. In 1256 werd een Clarissenabdij gesticht. De Abdij van Corbie stichtte een Benedictijnenabdij in het Vrijbos, gedeeltelijk op het grondgebied van Langemark. In 1568 werd deze door de Geuzen verwoest.
In 1250 werd het Sint-Paulushospitaal gesticht. In 1296 verkreeg Langemark een aantal grafelijke privileges, zoals het recht op een weekmarkt en een lakenhal, wat op een bloeiende lakennijverheid wees. In 1344 werd de lakenhal vernield door de Ieperse wevers onder leiding van Jaak de Bets, die de concurrent een slag wilden toebrengen.
Op het grondgebied van Langemark waren meerdere kapellen. Sommige daarvan, zoals de Capelle ten Poele groeiden uit tot gemeente (Poelkapelle), en andere, zoals de Sint-Juliaankapel tot een dorpje (Sint-Juliaan).
Langemark werd tijdens de Eerste Wereldoorlog geheel verwoest, waarna heropbouw volgde. In deze context richtte Joseph Dumoulin (1895-1981) in 1922 een steenbakkerij op, aanvankelijk bij gebrek aan alternatief gebruik makend van veldovens. De steen- en buizenbakkerij Dumoulin groeide uit tot een grote kmo en bestond tot zijn dood.
In 1971 fuseerde Langemark met Bikschote en in 1977 bovendien met Poelkapelle. Na veel protest van de Poelkapellenaren werd de nieuwe gemeente uiteindelijk Langemark-Poelkapelle genoemd.

## Demografische ontwikkeling
- Bronnen:NIS, Opm:1831 tot en met 1970=volkstellingen; 1976 = inwoneraantal op 31 december
- 1910: afsplitsing van Poelkapelle in 1904, 1970 en 1976 inclusief Bikschote

## Oorlogsgeschiedenis
Bij de meesten staat Langemark vooral bekend om zijn Duitse militaire begraafplaats, het Studentenkerkhof uit de Eerste Wereldoorlog. In deze oorlog had Langemark zwaar te lijden, het lag namelijk pal op de frontlijn. Er bleef niets van het dorp overeind. Onder de oude spelling Langemarck is het dorp vooral bekend in de Franse en Britse krijgsgeschiedenis vanwege de veldslagen in de Eerste Slag om Ieper in oktober-november 1914. In Duitsland ontstond een ware mythe rond het woord na valse zegebulletins van het leger over heldhaftige gevechten van jonge Duitse soldaten. De gevechten hadden eerder plaatsgevonden tussen Noordschote en Bikschote, maar Langemark was gekozen omdat dat zo Duits klonk. Waar de herdenking op zeker ogenblik eerder de pacifistische richting uitging, werd ze vanaf 1928 veel nationalistischer en gericht op mythevorming rond de offervaardige jeugd. In de Duitse scholen werden de helden van Langemark vereerd en er werden gedenkdagen gehouden en monumenten opgericht. Hitler, die nog bij Ieper gestationeerd geweest was, nam deze heldenverering over en noemde zichzelf ook een Langemarck-strijder. Later werd het Vlaams Legioen als stormdivisie Langemarck aan het oostfront ingezet.
Bij Langemark werd op 22 april 1915 voor het eerst in de wereldgeschiedenis op grote schaal een chemische aanval uitgevoerd. De Duitsers gebruikten chloorgas dat met de wind mee dreef in de richting van de geallieerde troepen. Verrast door het succes grepen de Duitsers echter niet de kans om door te stoten en zo Ieper in te nemen. Ook de Belgische spionne Louisa d'Havé speelde een rol in het gebeuren.

## Bezienswaardigheden

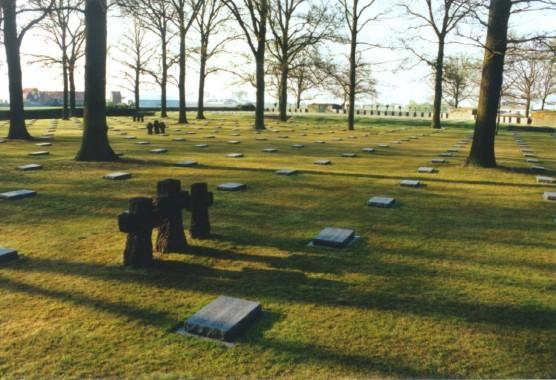
Duitse militaire begraafplaats

- De Sint-Pauluskerk met zijn 65 meter hoge toren
- Het marktplein met hoge linden is in kasseien aangelegd. Elke woensdagvoormiddag wordt hier markt gehouden.
- Langemark telt aantal Britse militaire begraafplaatsen. Cement House Cemetery en Ruisseau Farm Cemetery liggen in het centrum, vier andere bevinden zich in het dorp Sint-Juliaan.
- Het Deutscher Soldatenfriedhof Langemark is een Duitse militaire begraafplaats, waar meer dan 44.000 gesneuvelde Duitse soldaten rusten.
- De Hagebosmolen
- Kasteel Cotteau de Patin, tegenwoordig gemeentehuis, met vijverpark

## Natuur en landschap
Langemark ligt in Zandlemig Vlaanderen en de hoogte varieert van 6 tot 27 meter. De kom ligt op ongeveer 15 meter hoogte.

## Cultuur
Langemark staat bekend als Baeckelandt-dorp. Elke drie jaar vierde men hier de Baeckelandtfeesten. Historisch was Ludovicus Bakelandt tijdens de Franse Bezetting de leider van een beruchte roversbende, die later geromantiseerd werd. Hij werd onthoofd op de markt van Brugge.

## Sport
Voetbalclub VK Langemark-Poelkapelle is aangesloten bij de Belgische Voetbalbond en actief in de provinciale reeksen.

## Verkeer
Vroeger had Langemark een buurtspoorwegverbinding met Roeselare en lag het op de spoorverbinding tussen Oostende en Armentières, op spoorlijn 63 tussen Ieper en Torhout. Het station werd jarenlang gebruikt als brandweerkazerne, maar na de bouw van een nieuwe kazerne in 2006 kwam het leeg te staan.
De spoorwegverbinding werd omgevormd tot een fietspad: de Vrijbosroute.

## Geboren
- Johan Vermeersch (1951-2025), voetballer KV Kortrijk, AA Gent, clubvoorzitter
- Paul Bruna (1958), zanger

## Overleden
- Wilhelm Morgner (1891-1917), Duits kunstschilder

## Nabijgelegen kernen
Bikschote, Madonna, Poelkapelle, Sint-Juliaan, Boezinge

## Voetnoten
1. ↑  Kim Descheemaeker, "De invloed van bedrijfsstrategieën op de prestaties van kleine, familiale ondernemingen. De casus steen- en buizenbakkerij Dumoulin in Langemark en Wijtschate, ca. 1922-1981", in: TSEG, 2021, nr. 2, p. 5–37. DOI:10.52024/tseg8428
2. ↑  Gerd Krumeich, "Langemarck" in: Etienne François en Hagen Schulze (eds.), Deutsche Erinnerungsorte, vol. 3, 2009, p. 292-309